# Assis Brasil (Acre)
Assis Brasil  es un municipio brasileño del estado de Acre.
Fue fundado por Vicente Bessa el 1 de marzo de 1963 y se independizó del municipio de Brasiléia el 14 de mayo de 1976.
Debe su nombre al embajador Joaquim Francisco de Assis Brasil, quien tuvo un papel destacado junto al Barón de Río Branco y José Plácido de Castro en la Cuestión del Acre, que terminó con la firma del Tratado de Petrópolis, que aseguró a Brasil la posesión del actual estado de Acre y su explotación.
Limita al norte con el municipio de Sena Madureira, al sur con Perú y Bolivia, al este con el municipio de Brasiléia y al oeste con el distrito de Iñapari, Perú.